# フランソワ・フランクール

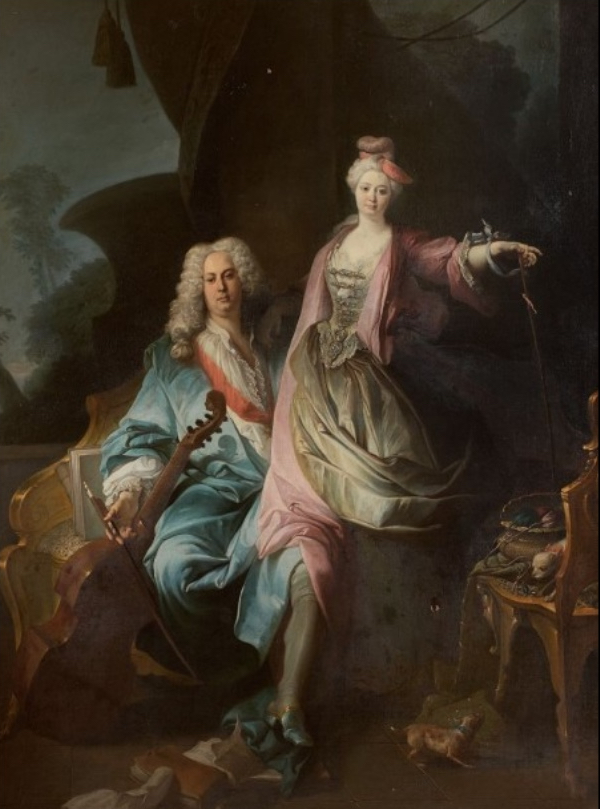

フランソワ・フランクール（François Francœur、1698年9月8日 - 1787年8月5日）は、フランスの作曲家。

## 生涯
パリ出身。父のジョゼフはバス・ヴァイオリン奏者で「王の24人のヴァイオリン奏者」の一員だった。15歳で王立音楽アカデミー（現在のパリ国立オペラ）にヴァイオリニストとして入り、ヨーロッパ各地を回った。パリに戻った後はコンセール・スピリチュエルで演奏した。1730年に「王の24人のヴァイオリン奏者」のメンバーに選ばれ、1739年にオペラの音楽教師となった。
1744年、生涯の友人ともなるフランソワ・ルベルとともに王立音楽アカデミーの音楽監督に任命された。1757年にその権限は拡大され、運営のすべての面を担当することとなった。大規模な財政赤字、規律の欠如、ブフォン論争と呼ばれるフランス・オペラ支持派とイタリア・オペラ支持派の対立への対処など問題は多岐にわたった。
ルイ15世はフランクールを1760年に王の音楽教師に任命し、1764年に貴族に列した。その後、1767年にフランクールとルベルは王立音楽アカデミーを解任されたものの、1772年に2人は総監督として復帰し、フランクールは死去する3年前までその職にあった。

## 作品
現存する作品にはヴァイオリン・ソナタや、ルベルと共作した10のオペラがある。上品で癖の少ないロココ風の作風である。
フリッツ・クライスラーがフランクールの作品だとして発表した「シチリアーノとリゴドン」は、後にクライスラー自身による偽作と判明した。

## 文献
- Jean Gourret, Ces hommes qui ont fait l'Opéra, 1984, p. 65-68.
- dir Marcelle Benoit, Dictionnaire de la musique en France aux XVII et XVIII siècles, Fayard, 1992, ISBN 2-213-02824-9